# Saleen

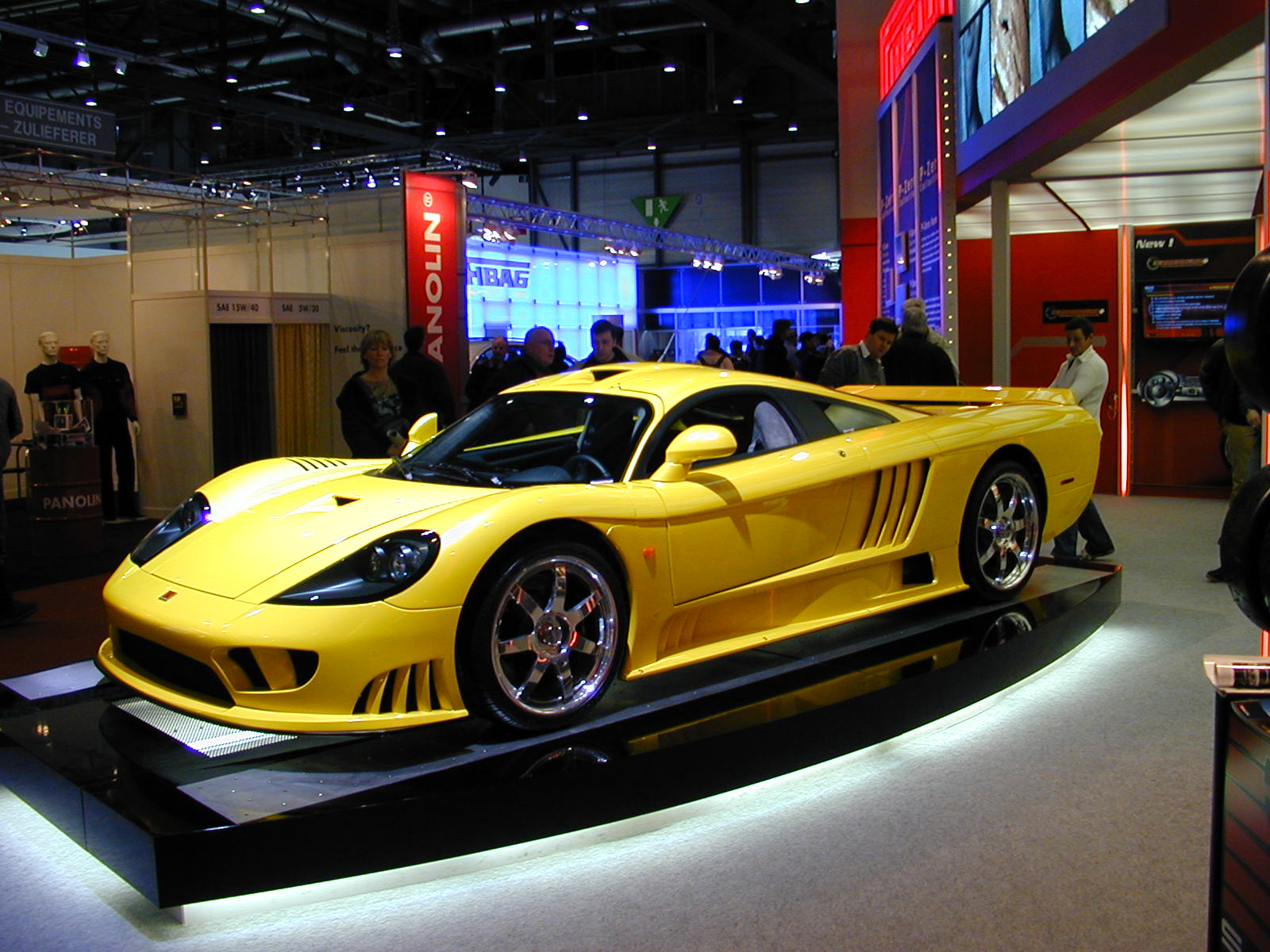
Saleen S7

Saleen, Incorporated — американский производитель спортивных автомобилей. Штаб-квартира в городе Корона, Калифорния. Компания основана в 1983 Стивом Салином, бывшим автогонщиком. Начинала как компания-тюнер американских автомобилей компании «Форд». В основном, модели «Мустанг».
В 1998 году команда Saleen доработала Ford Explorer XLT. В результате чего появился Explorer XP8, оборудованный 5,0-литровой 286-сильной V-образной «восьмеркой».
В начале 2000-х компания специализируется на малосерийном выпуске спортивных дорожных и гоночных автомобилей Saleen S7 и её модификации. Saleen S7R относится к гоночному классу GT-1 и принимает участие в соревнованиях типа 24-часовых гонок в Ле-Мане показывая хорошие результаты.
Saleen S7 Twin Turbo Competition, мощностью 1000 л. с. имел лучшую для своего времени соотношение мощности к весу.
В последнее время компания занялась также тюнингом массовых моделей таких популярных компаний как General Motors и Toyota. Наиболее ходовой моделью компании до сих пор является тюнингованный Ford Mustang. 17 августа 2014 года была представлена версия Tesla Model S от Saleen Automotive.

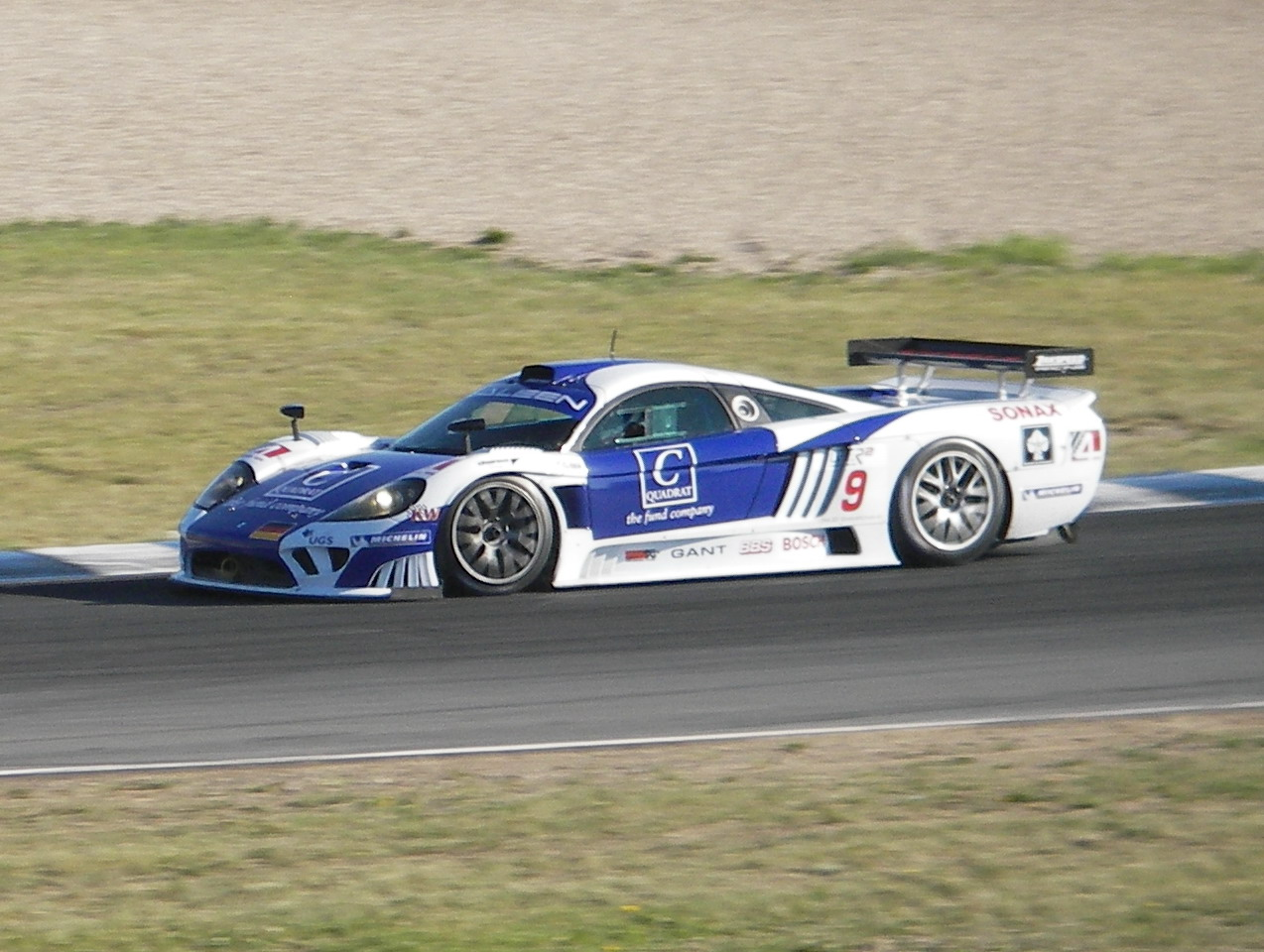
Saleen S7R

## Модельный ряд

### Тюнинговые автомобили
- Saleen S281 3V
- Saleen S281 RF/AF
- Saleen S281 SC
- Saleen S302-E
- Saleen SA-25
- Saleen H302-3V
- Saleen H302-SC

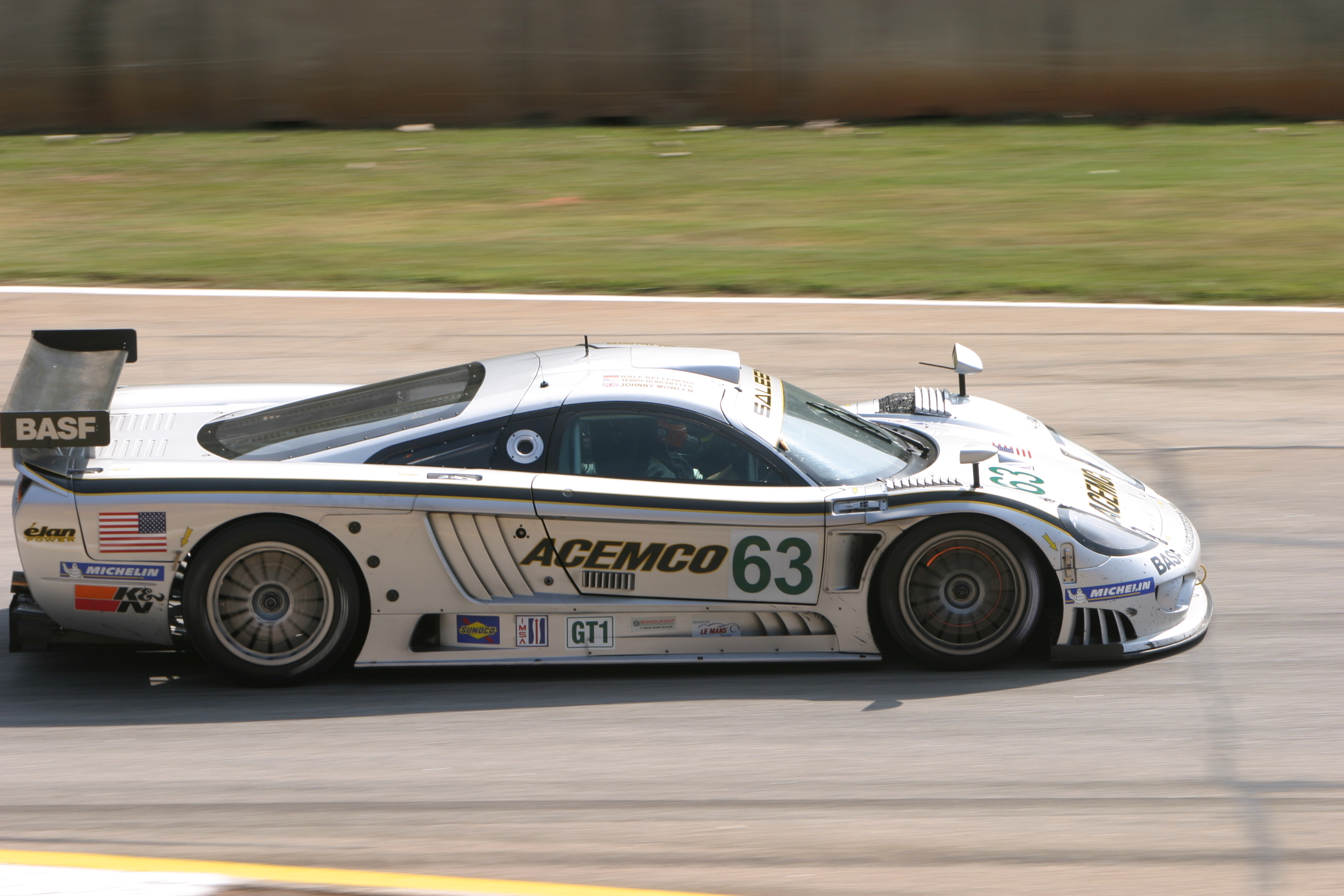
Saleen S7R

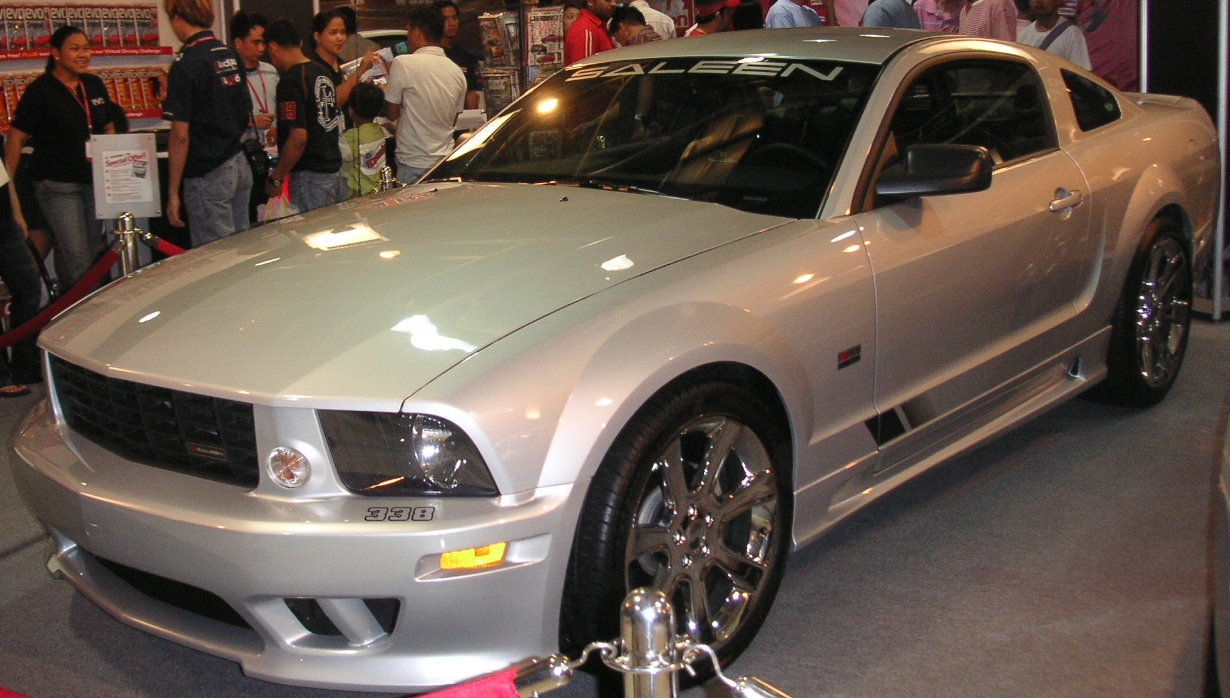
2006 Saleen S281 3-Valve

- Saleen H281 SC Dan Gurney Limited Edition
- Saleen S331 Extrem
- Saleen H281
- Saleen SR
- Saleen SSC
- Saleen SA-5
- Saleen SA-10
- Saleen SA-15
- Saleen SA-20
- Saleen S351 Extreme
- Saleen S351 R-Code
- Saleen S281 3-valve
- Saleen S281 Scenic Roof
- Saleen S281 Extreme
- Saleen S302 Extreme
- Saleen S331
- Saleen XP8 Explorer
- Saleen XP6 Explorer
- Saleen Ranger
- Saleen S121/N2O Focus

### Легковые автомобили
- Saleen S7 (2000—2004)
- Saleen S7TT (2005—2006)
- Saleen S7R (2000—2004)
- Saleen S7R (2005—2007)